# Cataptygma pectorale
Cataptygma pectorale är en stekelart som beskrevs av Henry Keith Townes, Jr. 1970. Cataptygma pectorale ingår i släktet Cataptygma och familjen brokparasitsteklar. Inga underarter finns listade.